# Sis (pel·lícula)
Sis (en turc boira) és una pel·lícula turca feta en coproducció amb Suècia i Alemanya del 1988 dirigida per Zülfü Livaneli.

## Repartiment
Istambul, 1960. L'antic jutge Ali Firat rep la notícia que el seu fill Murat ha estat assassinat. També se li diu que el seu germ, amb idees polítiques totalment contraposades, podria haver estat qui el va matar.
- Uğur Polat - Erol
- Asli Altan
- Sevtap Parman
- Rutkay Aziz - Ali Firat
- Kenan Pars
- Aytaç Yörükaslan

## Premis
Va guanyar la Palmera d'Or a la X edició de la Mostra de València i l'Antígona d'Or al Festival de Cinema Mediterrani de Montpeller. També va estar nominada al a la millor nova pel·lícula als 2ns Premis del Cinema Europeu.